# 尤里·叶哈努罗夫

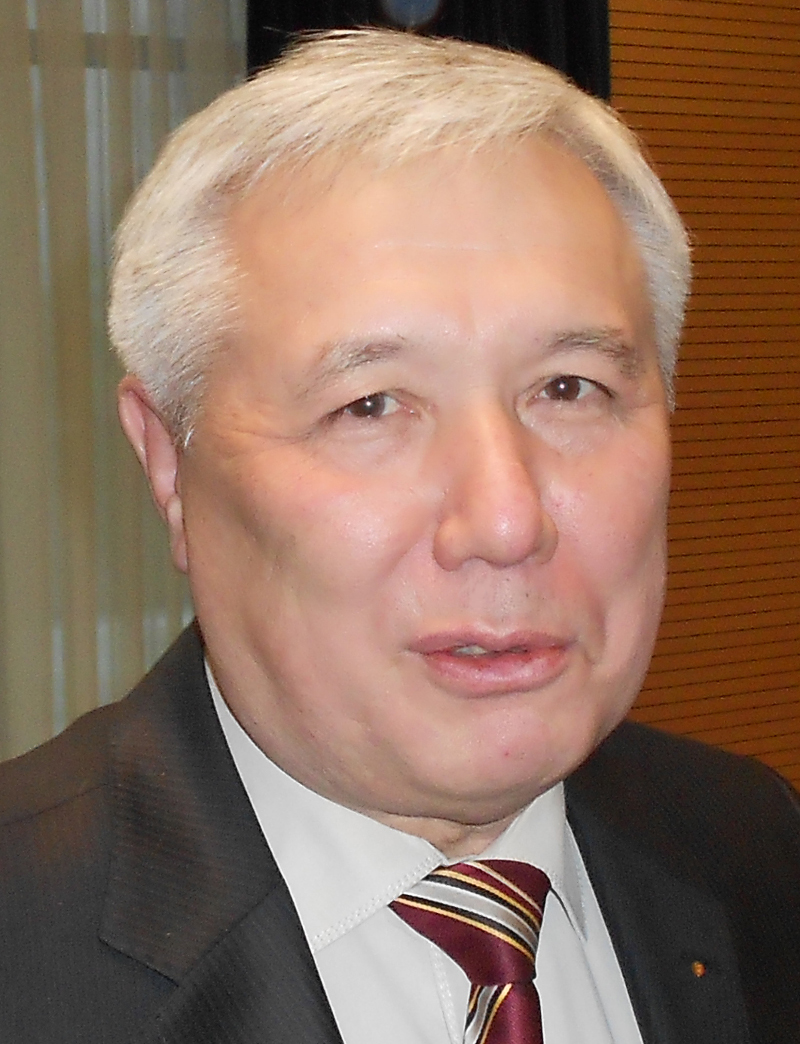
尤里·叶哈努罗夫

尤里·伊万诺维奇·叶哈努罗夫（羅馬化：Yurii Ivanovych Yekhanurov；1948年8月23日—），布里亚特人，是1991年乌克兰宣布独立以来的第11任政府总理（2005年9月8日－2006年8月4日）。2007年12月18日正式担任乌克兰国防部长。
叶哈努罗夫曾任乌克兰议会工业政策和企业问题委员会负责人。1997年担任乌克兰政府经济部部长。1999年至2001年，他出任政府第一副总理。2005年4月被任命为乌克兰第聂伯罗彼得罗夫斯克州州长。2005年9月22日被尤先科总统正式任命为乌克兰总理。
2006年1月10日，在与俄罗斯签署的供气合同问题上，乌克兰最高拉达议会对政府在解决天然气问题上的做法提出强烈质疑，认定这项供气合同对国家安全构成威胁，并立即解散了以叶哈努罗夫为总理的乌克兰政府。叶哈努罗夫下台后仍担任乌克兰代总理。
| 前任： 尤丽娅·季莫申科 | 乌克兰总理 2005－2006 | 繼任： 维克托·亚努科维奇 |